# Phanerotoma aperta
Phanerotoma aperta är en stekelart som beskrevs av Gyöö Viktor Szépligeti 1908. Phanerotoma aperta ingår i släktet Phanerotoma och familjen bracksteklar. Inga underarter finns listade i Catalogue of Life.